# Mandaya
Der Mandaya (auch als Bayadau bekannt) ist ein philippinischer Dolch.

## Geschichte
Der Mandaya wurde von vielen Stämmen (Manaya, Manbo, Moro und anderen) Südostasiens benutzt. Die Entwicklung und Einführung dieser Waffe geht auf die Ethnie der Mandaya (die dem Volk der Moro angehört) zurück.

## Beschreibung
Der Mandaya hat eine blattförmige, zweischneidige Klinge, die am Heft genauso breit ist wie der Heft selbst. Von dort aus wird er schmäler, um wieder breiter bis zum Ort auszulaufen. Die Klinge hat weder einen Mittelgrat noch einen Hohlschliff (fälschlich Blutrinne) und ist etwa 19 cm lang. Die Gesamtlänge beträgt etwa 30 cm. Das Heft besteht aus Holz oder Horn und hat einen Knauf, der aus zwei gekreuzten Halbmonden besteht (siehe Zeichnung). Es ist oft mit Metalldraht (Kupfer, Messing oder Silber) dekoriert. Die Scheiden sind aus Holz und mit traditionellen Mustern verziert oder mit einem regionalen Stoff bespannt. Zur Befestigung am Träger dient ein Lederband, das am oberen Teil der Scheide angebracht ist.